# Viamão
Viamão est une ville brésilienne de la mésorégion métropolitaine de Porto Alegre, capitale de l'État du Rio Grande do Sul, faisant partie de la microrégion de Porto Alegre et située à 10 km à l'est de Porto Alegre. Elle se situe à une latitude de 29° 55′ 07″ sud et à une longitude de 51° 01′ 24″ ouest, à 52 m d'altitude. Sa population était estimée à 253 264 en 2007, pour une superficie de 1 494 km2. L'accès s'y fait par les RS-040 et RS-118.
C'est la plus grande commune de la région métropolitaine de Porto Alegre. Elle est sise à l'embouchure du rio Guaíba dans la Lagoa dos Patos. C'est une terre à prédominance rurale, où de nombreux gaúchos vont en villégiature, du fait que de nombreuses fazendas se sont reconverties en lieux de loisirs. Sa relative tranquillité, son urbanisme plus humain et sa moindre densité de population en font un lieu de résidence apprécié par de nombreuses personnes. Sur son territoire se trouve le parc d'État d'Itapuã, à la rencontre du rio Guaíba avec la Lagoa dos Patos.

## Histoire
Les origines de Viamão sont directement liées à la dispute du territoire existant entre Laguna (Santa Catarina) et la Colonia del Sacramento (Colonia, Uruguay) de la part des Portugais et des Espagnols. Ce territoire, un lieu de passage d'éleveurs de vaches et de contrebande muletière entre le Continente de São Pedro et Sorocaba, était alors connu comme les Campos de Viamão (champs de Viamão), future province de São Pedro do Rio Grande do Sul.
On considère comme le début de la création de la ville l'autorisation pour la construction d'une chapelle destinée au culte de Notre-Dame de la Conception, concédé le 14 septembre 1741.
En 1763, quand les Espagnols envahirent le Rio Grande et prirent le fort Jesus-Maria-José, le siège du Gouvernement général de la province fut transféré à Viamão, où il restera jusqu'en 1773 et où fuirent de nombreuses personnes devant l'envahisseur. L'endroit se transforme en limite extrême de l'Empire Luso-Brésilien.
L'importance de Viamão ne se limite pas aux temps initiaux de la colonisation de l'État, quand Porto Alegre n'existait pas encore comme ville : c'était à peine son port. D'ailleurs, quand les couple açoriens arrivèrent dans la région, ils s'installèrent originellement à Viamão, dans son district d'Itapuã.
Presque cent ans plus tard, Viamão fut de nouveau la scène d'un autre évènement important de l'histoire gaúcha : la Révolution Farroupilha. En juin 1836, Bento Gonçalves et ses troupes y montèrent un campement et improvisèrent  retranchement et fortifications entre la zone centrale de la Municipalité et la Vila de Itapuã. Viamão fut une des zones les plus disputées et où se produisirent les affrontements les plus violents. De cette époque reste des ruines d'un fort dans l'actuel Parc Estadual d'Itapuã, et quelques centaines de mètres de tranchées dans cette zone et celle du grand quartier Lomba da Tarumã. Le lieu était stratégique pour assiéger Porto Alegre.
En reconnaissance pour l'appui reçu dans la ville, les Farrapos élevèrent Viamão à la condition de Vila (faubourg), en 1838, quand la ville fut rebaptisée Vila Setembrina (en hommage à la date de commencement de la Révolution, le 20 septembre). Elle forma, en association avec Triunfo, la Comarca Abrilina, et resta Vila jusqu'en 1841, quand, après la défaite des Farrapos, elle retourna à sa condition antérieur de partie de Porto Alegre.
En 1880, Viamão devint une commune indépendante de Porto Alegre.

## Économie
Bien que située en zone métropolitaine, l'économie de Viamão est à prédominante agricole et d'élevage.
| Production | Surface plantée |
| ---------- | --------------- |
| Riz        | 21 000 ha       |
| Haricots   | 123 ha          |
| Maïs       | 1 269 ha        |
| Blé        | 70 ha           |
| Pommes     | 1 ha            |
| Vigne      | 17 ha           |

La production laitière est de 35 000 litres par jour.
La valeur ajoutée de la production agricole et l'élevage représente 25 % de plus de valeur ajoutée que l'industrie et trois fois plus que celle du commerce sur le territoire de la municipalité. Cependant, au vu de l'occupation du sol (environ 15 % du territoire géographique), la ville reste une « cité-dortoir » assez agréable à vivre dans ses quartiers éloignés de ses limites avec Porto Alegre.
- Revenu per capita (2000) : R$ 253,87 (Change 2000 : R$1,00 = 4,00 FF)
 Source : Atlas du Développement humain/PNUD - 2000
- PIB per capita (2002) : 3 120,49 R$ (change 2002 : 1,00€ = R$3,30)

## Maires
| Période | Période      | Identité                   | Étiquette | Qualité              |
| ------- | ------------ | -------------------------- | --------- | -------------------- |
| 2000    | 2004         | Eliseu Fagundes Chaves     | PT        | élu avec 39 173 voix |
| 2004    | 2008         | Alex Sander Alves Boscaini | PT        | élu avec 33 584 voix |
| 2008    | 2012         | Alex Sander Alves Boscaini | PT        |                      |
| 2013    | actuellement | Valdir Bonatto             | PMDB      |                      |

## Démographie
- Coefficient de mortalité infantile (1998) : 18,01 %
- Croissance démographique (2005) : 2,57 % par an
- Indice de développement humain (IDH) : 0,808 (Atlas du Développement humain/PNUD - 2000)
- 50,94 % de femmes
- 49,06 % d'hommes
- 93,05 % de la population est urbaine
- 6,95 % de la population est rurale

## Villes voisines
- Porto Alegre
- Alvorada
- Gravataí
- Glorinha
- Santo Antônio da Patrulha
- Capivari do Sul